# Rethera roseocingulata
Rethera roseocingulata är en fjärilsart som beskrevs av Bang-haas 1937. Rethera roseocingulata ingår i släktet Rethera och familjen svärmare. Inga underarter finns listade.